# Denkmäler der Volksrepublik China (Shaanxi)
Die folgende Tabelle bietet eine Übersicht zu sämtlichen Denkmälern in der Provinz Shaanxi (Abk. Shaan), die auf der Denkmalliste der Volksrepublik China stehen:
| Chinesische Bezeichnung                                                           | Beschluss | Kreis/Ort | Artikel (Anmerkungen)                                                                                            | Bild |
| --------------------------------------------------------------------------------- | --------- | --- | --- | ---- |
| Yan'an geming yizhi 延安革命遗址                                                  | 1-23      | Yan’an (延安市) | Revolutionäre Stätte von Yan'an (1937–1947)                                                                      |      |
| Baoye dao shimen jiqi Moya shike 褒斜道石门及其摩崖石刻                           | 1-57      | Hanzhong (汉中市) | Steintor und Felsinschriften auf der Baoye-Straße, aus der Han- bis Song-Zeit                                    |      |
| Dayan ta 大雁塔                                                                   | 1-63      | Xi’an (西安市) | Große Wildganspagode                                                                                             |      |
| Xiaoyan ta 小雁塔                                                                 | 1-64      | Xi’an (西安市) | Kleine Wildganspagode                                                                                            |      |
| Xingjiao si ta 兴教寺塔                                                           | 1-67      | Xi’an (西安市), Stadtbezirk Chang’an (长安区)                                                                                            | Dagoba des Xingjiao-Tempels                                                                                      |      |
| Xi'an chengqiang 西安城墙                                                         | 1-104     | Xi’an (西安市) | Ming-Zeitliche Stadtmauer von Xi’an                                                                              |      |
| Xi'an beilin 西安碑林                                                             | 1-125     | Xi’an (西安市) | Stelenwald von Xi’an                                                                                             |      |
| Yaowangshan shike 药王山石刻                                                      | 1-128     | Tongchuan (铜川市), Stadtbezirk Yaozhou (耀州区)                                                                                         | Steinschnitzereien des Yaowang Shan aus der Sui- bis Ming-Zeit                                                   |      |
| Banpo yizhi 半坡遗址                                                              | 1-139     | Xi’an (西安市), Stadtbezirk Baqiao (灞桥区)                                                                                              | Banpo-Stätte |      |
| Feng-Hao yizhi 丰镐遗址                                                           | 1-143     | Xi’an (西安市) | Feng-Hao-Stätte                                                                                                  |      |
| Epang gong yizhi 阿房宫遗址                                                       | 1-151     | Xi’an (西安市) | Epang-Palast |      |
| Han Chang'an cheng yizhi 汉长安城遗址                                             | 1-152     | Xi’an (西安市) | Stätte der hanzeitlichen Hauptstadt Chang’an                                                                     |      |
| Daming gong yizhi 大明宫遗址                                                      | 1-156     | Xi’an (西安市) | Stätte des Daming-Palastes                                                                                       |      |
| Huangdi ling 黄帝陵                                                               | 1-162     | Yan’an (延安市), Kreis Huangling (黄陵县)                                                                                                | Mausoleum des Gelben Kaisers                                                                                     |      |
| Qin Shihuang ling 秦始皇陵                                                        | 1-164     | Xi’an (西安市), Stadtbezirk Lintong (临潼区)                                                                                             | Mausoleum Qin Shihuangdis                                                                                        |      |
| Maoling 茂陵                                                                      | 1-165     | Xianyang (咸阳市), kreisfreie Stadt Xingping (兴平市)                                                                                    | Maoling-Mausoleum des Kaisers Wu der Westlichen Han-Dynastie                                                     |      |
| Huo Qubing mu 霍去病墓                                                            | 1-166     | Xianyang (咸阳市), kreisfreie Stadt Xingping                                                                                             | Grab von Huo Qubing                                                                                              |      |
| Zhaoling 昭陵                                                                     | 1-170     | Kreis Liquan (礼泉县) | Zhaoling-Mausoleum des Kaisers Taizong der Tang-Dynastie                                                         |      |
| Qianling 乾陵                                                                     | 1-171     | Kreis Qian (乾县) | Qianling-Mausoleum des Kaisers Gaozong und Kaiserin Wu Zetian der Tang-Dynastie                                  |      |
| Shun ling 顺陵                                                                    | 1-172     | Xianyang (咸阳市) | Shunling-Mausoleum, das Grab der Mutter von Wu Zetian                                                            |      |
| Xi'an shibian jiuzhi 西安事变旧址                                                 | 2-6       | Xi’an (西安市) | Stätte des Zwischenfalls von Xi'an                                                                               |      |
| Lantian yuanren yizhi 蓝田猿人遗址                                                | 2-47      | Kreis Lantian (蓝田县) | Fundstätten des Lantian-Menschen - die Gongwangling-Stätte und die Chenjiawo-Stätte                              |      |
| Zhouyuan yizhi 周原遗址                                                           | 2-50      | Kreis Fufeng (扶风县) | Zhouyuan-Stätte der vor-Zhou- und frühen Westliche Zhou-Zeit                                                     |      |
| Sima Qian mu he ci 司马迁墓和祠                                                   | 2-56      | Hancheng (韩城市) | Grab und Ahnentempel des Sima Qian                                                                               |      |
| Wayaobao geming jiuzhi 瓦窑堡革命旧址                                             | 3-35      | Kreis Zichang (子长县) | Revolutionäre Stätte von Wayaobao von 1935/36                                                                    |      |
| Balujun Xi'an banshichu jiuzhi 八路军西安办事处旧址                               | 3-36      | Xi’an, (西安市) | Ehemalige Stätte des Xi'an-Büros der 8. Marscharmee                                                              |      |
| Dafo si shiku 大佛寺石窟                                                          | 3-49      | Kreis Bin (彬县) | Dafosi-Grotten                                                                                                   |      |
| Zhongshan shiku 钟山石窟                                                          | 3-51      | Kreis Zichang (子长县) | Zhongshan-Grotten                                                                                                |      |
| Zhaoren si dadian 昭仁寺大殿                                                      | 3-109     | Kreis Changwu (长武县) | Haupthalle des Zhaoren-Tempels                                                                                   |      |
| Xiyue Miao 西岳庙                                                                 | 3-126     | Huayin (华阴市) | Xiyue Miao |      |
| Xi'an Qingzhensi 西安清真寺                                                       | 3-135     | Xi’an (西安市) | Moschee zu Xi’an                                                                                                 |      |
| Qin Yongcheng yizhi 秦雍城遗址                                                    | 3-204     | Kreis Fengxiang (凤翔县) | Stätte der Qin-Hauptstadt Yongcheng                                                                              |      |
| Qin Xianyang cheng yizhi 秦咸阳城遗址                                             | 3-207     | Xianyang (咸阳市) | Stätte der Hauptstadt Xianyang des Staates Qin                                                                   |      |
| Huangbao zhen Yaozhou yao yizhi 黄堡镇耀州窑遗址                                  | 3-226     | Tongchuan (铜川市), Stadtbezirk Wangyi (王益区)                                                                                          | Yaozhou-Keramikbrennofen von Huangbao                                                                            |      |
| Changling 长陵                                                                    | 3-233     | Xianyang (咸阳市), Stadtbezirk Weicheng (渭城区)                                                                                         | Changling-Mausoleum des Kaisers Gaodi der Westlichen Han-Dynastie                                                |      |
| Duling 杜陵                                                                       | 3-234     | Xi’an (西安市) | Duling-Mausoleum des Kaisers Xuan, Westliche Han-Dynastie                                                        |      |
| Qiaoling 桥陵                                                                     | 3-243     | Kreis Pucheng (蒲城县) | Qiaoling-Mausoleum, Tang-Dynastie                                                                                |      |
| Jiangzhai yizhi 姜寨遗址                                                          | 4-20      | Xi’an (西安市), Stadtbezirk Lintong (临潼区)                                                                                             | Jiangzhai-Stätte aus dem Neolithikum                                                                             |      |
| Zheng Guo qu shou yizhi 郑国渠首遗址                                              | 4-31      | Kreis Jingyang (泾阳县) | Zheng-Guo-Kanal                                                                                                  |      |
| Wei changcheng yizhi 魏长城遗址                                                   | 4-32      | Huayin (华阴市) | Große Mauer aus der Zeit des alten Staates Wei aus der Zeit der Streitenden Reiche                               |      |
| Ganquan gong yizhi 甘泉宫遗址                                                     | 4-39      | Kreis Chunhua (淳化县) | Stätte des Ganquan-Palastes aus der Han-Dynastie                                                                 |      |
| Tongwan cheng yizhi 统万城遗址                                                    | 4-43      | Kreis Jingbian (靖边县) | Tongwancheng-Stätte                                                                                              |      |
| Sui Daxing Tang Chang'an cheng yizhi 隋大兴唐长安城遗址                           | 4-47      | Xi’an (西安市) | Daxing-Stätte der Sui-Dynastie in der Tang-zeitlichen Hauptstadt Chang’an                                        |      |
| Sui Renshou gong Tang Jiucheng gong yizhi 隋仁寿宫唐九成宫遗址                    | 4-48      | Kreis Linyou (麟游县) | Stätte des Renshou-Palastes der Sui-Dynastie und des Jiucheng-Palastes der Tang-Dynastie                         |      |
| Baqiao yizhi 灞桥遗址                                                             | 4-49      | Xi’an (西安市), Stadtbezirk Baqiao (灞桥区)                                                                                              | Banpo-Siedlung aus der Westlichen Han-Dynastie                                                                   |      |
| Huaqing gong yizhi 华清宫遗址                                                     | 4-53      | Xi’an (西安市) | Stätte des Huaqing-Palastes                                                                                      |      |
| Wu hou mu 武侯墓                                                                  | 4-68      | Kreis Mian (勉县) | Wuhou-Grab |      |
| Tailing 泰陵                                                                      | 4-69      | Xianyang (咸阳市), Stadtbezirk Yangling (杨陵区)                                                                                         | Tailing-Mausoleum des Sui-Kaisers Wen (Yang Jian)                                                                |      |
| Yongling 永陵                                                                     | 4-70      | Kreis Fuping (富平县) | Yongling-Mausoleum, Westliche Wei-Dynastie                                                                       |      |
| Xianyou si fawang ta 仙游寺法王塔                                                 | 4-80      | Kreis Zhouzhi (周至县) | Fawang-Pagode des Xianyou-Tempels                                                                                |      |
| Fuzhou cheng 府州城                                                               | 4-93      | Kreis Fugu (府谷县) | Alte Architektur des Fuzhoucheng                                                                                 |      |
| Hancheng Dayu miao 韩城大禹庙                                                     | 4-126     | Hancheng (韩城市) | Dayu-Tempel von Hancheng                                                                                         |      |
| Xi'an zhonglou, gulou 西安钟楼、鼓楼                                              | 4-161     | Xi’an (西安市) | Glockenturm und Trommelturm von Xi'an                                                                            |      |
| Shuilu an 水陆庵                                                                  | 4-162     | Kreis Lantian (蓝田县) | Shuilu-Tempel |      |
| Yanyijing jiuzhi 延一井旧址                                                       | 4-250     | Kreis Yanchang (延长县) | Ehemalige Yanyijing-Stätte, der erste Erdölbrunnen Festlandchinas                                                |      |
| Tianshuigou yizhi 甜水沟遗址                                                      | 5-110     | Kreis Dali (大荔县) | Tianshuigou-Stätte, Fundort des Dali-Mensch                                                                      |      |
| Huashilang yizhi 花石浪遗址                                                       | 5-111     | Kreis Luonan (洛南县) | Huashilang-Stätte                                                                                                |      |
| Yuanjunmiao - Quanhucun yizhi 元君庙—泉护村遗址                                   | 5-112     | Kreis Hua (华县) | neolithische Stätten Yuanjunmiao und Quanhucun                                                                   |      |
| Kangjia yizhi 康家遗址                                                            | 5-113     | Xi’an (西安市), Stadtbezirk Lintong (临潼区)                                                                                             | neolithische Kangjia-Stätte                                                                                      |      |
| Laoniupo yizhi 老牛坡遗址                                                         | 5-114     | Xi’an (西安市) | Laoniupo-Stätte aus der Shang-Dynastie                                                                           |      |
| Liyang cheng yizhi 栎阳城遗址                                                     | 5-115     | Xi’an (西安市), Stadtbezirk Yanliang (阎良区)                                                                                            | Liyangcheng-Stätte aus der Zeit der Streitenden Reiche                                                           |      |
| Jingshi cang yizhi 京师仓遗址                                                     | 5-116     | Huayin (华阴市) | Stätte des Hauptstadt-Speichers                                                                                  |      |
| Liangzhou yizhi 良周遗址                                                          | 5-117     | Kreis Chengcheng (澄城县) | Liangzhou-Stätte                                                                                                 |      |
| Dong Wei qiao yizhi 东渭桥遗址                                                    | 5-118     | Kreis Gaoling (高陵县) | Stätte der Tangzeitlichen östlichen Brücken über den Fluss Wei, die Dong-Wei-Brücken                             |      |
| Yuhua gong yizhi 玉华宫遗址                                                       | 5-119     | Tongchuan (铜川市) | Stätte des Yuhua-Palastes                                                                                        |      |
| Xi Han di ling 西汉帝陵                                                           | 5-183     | Xianyang (咸阳市) | Kaiserliche Mausoleen der Westlichen Han-Dynastie                                                                |      |
| Tangdai diling 唐代帝陵                                                           | 5-184     | Kreis Fuping (富平县), Kreis Pucheng (蒲城县), Kreis Sanyuan (三原县), Kreis Jingyang (泾阳县), Kreis Liquan (礼泉县), Kreis Qian (乾县) | Kaiser-Gräber der Tang-Dynastie                                                                                  |      |
| Sanyuan chenghuang miao 三原城隍庙                                                | 5-413     | Kreis Sanyuan (三原县) | Stadtgott-Tempel von Sanyuan                                                                                     |      |
| Jiumoluoshi shelita 鸠摩罗什舍利塔                                                | 5-414     | Kreis Hu (户县) | Sarira-Stupa des Kumārajīva                                                                                      |      |
| Gongshu tang 公输堂                                                               | 5-415     | Kreis Hu (户县) | Gongshu-Halle |      |
| Cang Jie mu yu miao 仓颉墓与庙                                                    | 5-416     | Kreis Baishui (白水县) | Grab und Tempel des Cang Jie                                                                                     |      |
| Taita 泰塔                                                                        | 5-417     | Kreis Xunyi (旬邑县) | Tai-Pagode |      |
| Xiangji si shandao ta 香积寺善导塔                                                | 5-418     | Xi’an (西安市), Stadtbezirk Chang’an (长安区)                                                                                            | Shandao-Pagode des Xiangji-Tempels                                                                               |      |
| Xi'an chenghuang miao 西安城隍庙                                                  | 5-419     | Xi’an (西安市), Stadtbezirk Lianhu | Stadtgott-Tempel von Xi'an                                                                                       |      |
| Baiyunshan miao 白云山庙                                                          | 5-420     | Kreis Jia (佳县) | Baiyunshan-Tempel                                                                                                |      |
| Bayun ta 八云塔                                                                   | 5-421     | Kreis Zhouzhi (周至县) | Bayun-Pagode |      |
| Jingyang Chongwen ta 泾阳崇文塔                                                   | 5-422     | Jingyang (泾阳县) | Chongwen-Pagode von Jingyang                                                                                     |      |
| Bin xian Kaiyuan sita 彬县开元寺塔                                                | 5-423     | Kreis Bin (彬县) | Kaiyuan-Pagode im Kreis Bin                                                                                      |      |
| Hancheng Puzhao si 韩城普照寺                                                     | 5-424     | Hancheng (韩城市) | Puzhao-Tempel von Hancheng                                                                                       |      |
| Hancheng wenmiao 韩城文庙                                                         | 5-425     | Hancheng (韩城市) | Konfuzianischer Tempel von Hancheng                                                                              |      |
| Hancheng chenghuang miao 韩城城隍庙                                               | 5-426     | Hancheng (韩城市) | Stadtgott-Tempel von Hancheng                                                                                    |      |
| Dangjiacun gu jianzhuqun 党家村古建筑群                                           | 5-427     | Hancheng (韩城市) | Alte Architektur von Dangjiacun                                                                                  |      |
| Yao xian wenmiao 耀县文庙                                                         | 5-428     | Tongchuan (铜川市), Stadtbezirk Yaozhou (耀州区)                                                                                         | Konfuzianischer Tempel im Yao-Kreis                                                                              |      |
| Chengcheng chenghuang miao shenlou 澄城城隍庙神楼                                 | 5-429     | Kreis Chengcheng (澄城县) | Stadtgott-Tempel von Chengcheng                                                                                  |      |
| Changcheng - Zhenbeitai 长城—镇北台                                               | 5-442(9)  | Yulin (榆林市) | Zhenbeitai - Wachturm der Große Mauer aus der Zeit der Ming-Dynastie                                             |      |
| Chongyang Gong Zu’an Beilin 重阳宫祖庵碑林                                        | 5-466     | Kreis Hu (户县) | Zu’an-Stelenwald des Chongyang-Tempels                                                                           |      |
| Cishansi shiku 慈善寺石窟                                                         | 5-467     | Kreis Linyou (麟游县) | Cishansi-Grotten                                                                                                 |      |
| Luochuan huiyi jiuzhi 洛川会议旧址                                                | 5-509     | Kreis Luochuan (洛川县) | Stätte der Luochuan-Konferenz                                                                                    |      |
| Yangjiagou geming jiuzhi 杨家沟革命旧址                                           | 5-510     | Kreis Mizhi (米脂县) | Revolutionäre Stätte von Yangjiagou (1937–1948)                                                                  |      |
| Longgangsi yizhi 龙岗寺遗址                                                       | 6-189     | Kreis Nanzheng (南郑县) | Longgangsi-Stätte aus dem Neolithikum                                                                            |      |
| Shimao yizhi 石峁遗址                                                             | 6-190     | Kreis Shenmu (神木县) | Shimao-Stätte |      |
| Shiluoluo shan yizhi 石摞摞山遗址                                                 | 6-191     | Kreis Jia (佳县) | Shiluoluoshan-Stätte                                                                                             |      |
| Lijiacun yizhi 李家村遗址                                                         | 6-192     | Kreis Xixiang (西乡县) | Lijiacun-Stätte aus dem Neolithikum                                                                              |      |
| Beishouling yizhi 北首岭遗址                                                      | 6-193     | Baoji (宝鸡市), Stadtbezirk Jintai (金台区)                                                                                              | Beishouling-Stätte                                                                                               |      |
| Donglongshan yizhi 东龙山遗址                                                     | 6-194     | Shangluo (商洛市) | Donglongshan aus der Xia-Dynastie                                                                                |      |
| Hengzhen yizhi 横阵遗址                                                           | 6-195     | Huayin (华阴市) | Hengzhen-Stätte                                                                                                  |      |
| Fenghuang Shan yizhi 凤凰山遗址                                                   | 6-196     | Kreis Qishan (岐山县) | Fenghuangshan-Stätte                                                                                             |      |
| Lijiaya Chengzhi 李家崖城址                                                       | 6-197     | Kreis Qingjian (清涧县) | Stätte der Stadt Lijiaya                                                                                         |      |
| Liangdaicun yizhi 梁带村遗址                                                      | 6-198     | Hancheng (韩城市) | Liangdaicun-Stätte aus der Zhou-Dynastie                                                                         |      |
| Yangjiacun yizhi 杨家村遗址                                                       | 6-199     | Kreis Mei (眉县) | Yangjiacun-Stätte                                                                                                |      |
| Famen Si yizhi 法门寺遗址                                                         | 6-200     | Kreis Fufeng (扶风县) | Stätte des Famen-Klosters                                                                                        |      |
| Linzhou gucheng 麟州故城                                                          | 6-201     | Kreis Shenmu (神木县) | Stätte der alten Stadt Linzhou                                                                                   |      |
| Qin dongling 秦东陵                                                               | 6-284     | Xi’an (西安市) | Dongling-Gräber aus der Zeit der Qin-Dynastie                                                                    |      |
| Zhang Qian mu 张骞墓                                                              | 6-285     | Kreis Chenggu (城固县) | Grab von Zhang Qian                                                                                              |      |
| Ming Qin wang mu 明秦王墓                                                         | 6-286     | Xi’an (西安市) | Qin-Herrscher-Gräber aus der Zeit der Ming-Dynastie                                                              |      |
| Cai Lun mu he ci 蔡伦墓和祠                                                       | 6-287     | Kreis Yang (洋县) | Grab und Ahnentempel von Cai Lun                                                                                 |      |
| Jingjing sita 精进寺塔                                                            | 6-769     | Kreis Chengcheng (澄城县) | Pagode des Jingjing-Tempels                                                                                      |      |
| Chang'an Shengshou sita 长安圣寿寺塔                                              | 6-770     | Xi’an (西安市), Stadtbezirk Chang'an (长安区)                                                                                            | Pagode des Shengshou-Tempels von Chang'an, aus der Sui-Dynastie                                                  |      |
| Chang'an Huayan sita 长安华严寺塔                                                 | 6-771     | Xi’an (西安市), Stadtbezirk Chang'an (长安区)                                                                                            | Pagode des Huayan-Tempels von Chang'an                                                                           |      |
| Bailiang Shousheng sita 百良寿圣寺塔                                              | 6-772     | Kreis Heyang (合阳县) | Bailiang Shousheng-Tempel-Pagode                                                                                 |      |
| Zhaohui ta 昭慧塔                                                                 | 6-773     | Kreis Gaoling (高陵县) | Zhaohui-Pagode                                                                                                   |      |
| Kaiming sita 开明寺塔                                                             | 6-774     | Kreis Yang (洋县) | Pagode des Kaiming-Tempels                                                                                       |      |
| Daqin sita 大秦寺塔                                                               | 6-775     | Kreis Zhouzhi (周至县) | Pagode des Daqin-Klosters                                                                                        |      |
| Taiping sita 太平寺塔                                                             | 6-776     | Kreis Qishan (岐山县) | Pagode des Taiping-Tempels                                                                                       |      |
| Wuling sita 武陵寺塔                                                              | 6-777     | Kreis Yongshou (永寿县) | Pagode des Wuling-Tempels                                                                                        |      |
| Shende sita 神德寺塔                                                              | 6-778     | Tongchuan (铜川市) | Pagode des Sheng-Tempels                                                                                         |      |
| Fawang miao 法王庙                                                                | 6-779     | Hancheng (韩城市) | Fawang-Tempel |      |
| Beiying miao 北营庙                                                               | 6-780     | Hancheng (韩城市) | Beiying-Tempel                                                                                                   |      |
| Wumenyan 五门堰                                                                   | 6-781     | Kreis Chenggu (城固县) | Wumenyan-Wehr |      |
| Wubu Shicheng 吴堡石城                                                            | 6-782     | Kreis Wubu (吴堡县) | Steinstadt Wubu                                                                                                  |      |
| Zhougong Miao 周公庙                                                              | 6-783     | Kreis Qishan (岐山县) | Herzog-von-Zhou-Tempel                                                                                           |      |
| Yulin Weicheng 榆林卫城                                                           | 6-784     | Yulin (榆林市) | Stadt-Verteidigungsanlagen von Yulin aus der Zeit der Ming-Dynastie                                              |      |
| Zhang Liang Miao 张良庙                                                           | 6-785     | Kreis Liuba (留坝县) | Zhang Liang-Tempel                                                                                               |      |
| Fufeng Chenghuang miao 扶风城隍庙                                                 | 6-786     | Fufeng (扶风县) | Stadtgott-Tempel von Fufeng                                                                                      |      |
| Yuhuang Houtu miao 玉皇后土庙                                                     | 6-787     | Hancheng (韩城市) | Jadekaiser-Erdgott-Tempel                                                                                        |      |
| Xuanwu miao Qingshi dian 玄武庙青石殿                                             | 6-788     | Kreis Heyang (合阳县) | Qingshi-Halle des Xuanwu-Tempels                                                                                 |      |
| Qing'an sita 庆安寺塔                                                             | 6-789     | Weinan (渭南市) | Pagode des Qing'an-Tempels                                                                                       |      |
| Xianyang wenmiao 咸阳文庙                                                         | 6-790     | Xianyang (咸阳市) | Konfuzianischer Tempel von Xianyang                                                                              |      |
| Panlongshan gu jianzhuqun 盘龙山古建筑群                                          | 6-791     | Kreis Mizhi (米脂县) | Alte Architektur von Panlongshan                                                                                 |      |
| Jiangshi zhuangyuan 姜氏庄园                                                      | 6-792     | Kreis Mizhi (米脂县) | Residenz der Familie Jiang                                                                                       |      |
| Fengtu yicang 丰图义仓                                                            | 6-793     | Kreis Dali (大荔县) | Getreidespeicher von Fengtu                                                                                      |      |
| Lingyan si moya 灵岩寺摩崖                                                        | 6-864     | Kreis Lüeyang (略阳县) | Steininschriften des Lingyan-Tempels                                                                             |      |
| Shihong si shiku 石泓寺石窟                                                       | 6-865     | Kreis Fu (富县) | Shihongsi-Grotten                                                                                                |      |
| Yang Xun bei 杨珣碑                                                               | 6-866     | Kreis Fufeng (扶风县) | Yang-Xun-Gedenktafel                                                                                             |      |
| Wan'an chanyuan shiku 万安禅院石窟                                                | 6-867     | Kreis Huangling (黄陵县) | Wan’an-Tempel-Grotte aus der Zeit der Song-Dynastie                                                              |      |
| Yisushe juchang 易俗社剧场                                                        | 6-1066    | Xi’an (西安市), Stadtbezirk Xincheng (新城区)                                                                                            | Yisushe-Theater                                                                                                  |      |
| Wei-Hua qiyi jiuzhi 渭华起义旧址                                                  | 6-1067    | Kreis Hua (华县) | Stätte des Wei-Hua-Aufstandes aus dem Jahr 1928                                                                  |      |
| Wuqi geming jiuzhi 吴旗革命旧址                                                   | 6-1068    | Kreis Wuqi (吴起县) | Revolutionäre Stätte von Wuqi                                                                                    |      |
| Bao'an geming jiuzhi 保安革命旧址                                                 | 6-1069    | Kreis Zhidan (志丹县) | Revolutionäre Stätte von Bao'an                                                                                  |      |
| Luonan pendi jiu shiqi didian qun 洛南盆地旧石器地点群                            | 7-0423    | Kreis Luonan (洛南县) | Paläolithische Stätte des Luonan-Beckens                                                                         |      |
| Longwangchan yizhi 龙王辿遗址                                                     | 7-0424    | Kreis Yichuan (宜川县) | Paläolithische Longwangchan-Stätte                                                                               |      |
| Yang jia fenshan yizhi 杨家坟山遗址                                               | 7-0425    | Kreis Huanglong (黄龙县), Gemeinde Caodian (曹店乡)                                                                                      | Yang-Jia-Fenshan-Stätte aus dem Paläolithikum                                                                    |      |
| Hejiawan yizhi 何家湾遗址                                                         | 7-0426    | Kreis Xixiang (西乡县) | Hejiawan-Stätte aus dem Neolithikum                                                                              |      |
| Yangguanzhai yizhi 杨官寨遗址                                                     | 7-0427    | Kreis Gaoling (高陵县), Gemeinde Jijia (姬家乡)                                                                                          | Yangguanzhai-Stätte aus dem Neolithikum                                                                          |      |
| Yuhuazhai yizhi 鱼化寨遗址                                                        | 7-0428    | Xi’an (西安市), Stadtbezirk Yanta (雁塔区)                                                                                               | Yuhuazhai-Stätte aus dem Neolithikum                                                                             |      |
| Nansha yizhi 南沙遗址                                                             | 7-0429    | Kreis Hua (华县) | Nansha-Stätte aus dem Neolithikum und der Zeit der Shang-Dynastie                                                |      |
| Nianzipo yizhi 碾子坡遗址                                                         | 7-0430    | Kreis Changwu (长武县), Gemeinde Randian (冉店乡)                                                                                        | Nianzipo-Stätte aus dem Neolithikum und der Zeit der Westlichen Zhou-Dynastie                                    |      |
| Zijing yizhi 紫荆遗址                                                             | 7-0431    | Shangluo (商洛市) | Zijing-Stätte aus dem Neolithikum und der Zeit der Westlichen Zhou-Dynastie                                      |      |
| Shuigou yizhi 水沟遗址                                                            | 7-0432    | Kreis Fengxiang (凤翔县) | Shuigou-Stätte aus dem Neolithikum und der Zeit der Streitenden Reiche                                           |      |
| Baoshan yizhi 宝山遗址                                                            | 7-0433    | Kreis Chenggu (城固县), Großgemeinde Baoshan (宝山镇)                                                                                    | Ruinen von Baoshan aus dem Neolithikum und der Zeit der Shang-Dynastie                                           |      |
| Yijiabao yizhi 益家堡遗址                                                         | 7-0434    | Kreis Fufeng (扶风县) | Ruinen von Yijiabao aus Neolithikum und der Zeit der Shang-Dynastie                                              |      |
| Gu tai guo yizhi 古邰国遗址                                                       | 7-0435    | Kreis Fufeng (扶风县) | Stätte des alten Staates Tai aus dem Neolithikum, der Shang- und der Zhou-Dynastie                               |      |
| Qiaozhen yizhi 桥镇遗址                                                           | 7-0436    | Baoji (宝鸡市), Stadtbezirk Chencang (陈仓区)                                                                                            | Qiaozhen-Stätte aus dem Neolithikum und der Zhou-Dynastie                                                        |      |
| Xiyu yizhi 西峪遗址                                                               | 7-0437    | Kreis Zhouzhi (周至县), Gemeinde Zhuyu (竹峪乡)                                                                                          | Xiyu-Stätte aus dem Neolithikum, der Qin- und der Han-Dynastie                                                   |      |
| Xiahexi yizhi 下河西遗址                                                          | 7-0438    | Kreis Baishui (白水县) | Xiahexi-Stätte aus dem Neolithikum und der Zeit der Han-Dynastie                                                 |      |
| Zhengjiapo yizhi 郑家坡遗址                                                       | 7-0439    | Kreis Wugong (武功县), Großgemeinde Wugong (武功镇)                                                                                      | Zhengjiapo-Stätte aus der Zeit der Shang-Dynastie                                                                |      |
| Zhaojiatai yizhi 赵家台遗址                                                       | 7-0440    | Kreis Qishan (岐山县) | Zhaojiatai-Stätte aus der Zeit der Shang- und der Westlichen Zhou-Dynastie                                       |      |
| Ru jia zhuang yizhi 茹家庄遗址                                                    | 7-0441    | Baoji (宝鸡市) | Zhou-zeitliche Ruinen des Dorfes Ru                                                                              |      |
| Shi'er liancheng fenghuo tai yizhi 十二连城烽火台遗址                             | 7-0442    | Kreis Tongguan (潼关县) | Stätte der zwölf Stadtwachtürme aus der Zeit der Östlichen Zhou-Dynastie                                         |      |
| Zheng yi cao cang 徵邑漕仓遗址                                                    | 7-0443    | Kreis Pucheng (蒲城县) | Zhengyicaocan, Ruinen aus der Zeit der Westlichen Han-Dynastie                                                   |      |
| Liujiaying yizhi 刘家营遗址                                                       | 7-0444    | Ankang (安康市) | Liujiaying-Stätte aus der Zeit der Streitenden Reiche und der Qin- und Han-Dynastie                              |      |
| Qin zhizao qidian yizhi 秦直造起点遗址                                            | 7-0445    | Kreis Chunhua (淳化县) | Startpunkt der Graden Qin-Straße, aus der Zeit der Qin-Dynastie                                                  |      |
| Qin zhidao yizhi yan'an duan 秦直道遗址延安段                                     | 7-0446    | Kreise Huangling (黄陵县), Fu (富县), Ganquan (甘泉县), Zhidan (志丹县)                                                                  | Abschnitt der Graden Qin-Straße in Yan'an, aus der Zeit der Qin-Dynastie                                         |      |
| Duiyu gong yizhi 祋祤宫遗址                                                       | 7-0447    | Tongchuan (铜川市), Stadtbezirk Yaozhou (耀州区)                                                                                         | Stätte des Duiyu-Palastes aus der Zeit der Qin- und der Westlichen Han-Dynastie                                  |      |
| Chengshan gong yizhi 成山宫遗址                                                   | 7-0448    | Kreis Mei (眉县) | Ruinen des Chengshan-Palastes aus der Zeit der Qin- und Han-Dynastie                                             |      |
| Shahe gu qiao yizhi 沙河古桥遗址                                                  | 7-0449    | Xianyang (咸阳市), Stadtbezirk Qindu (秦都区)                                                                                            | Ruinen der Shahe-Brücke aus der Zeit der Qin- und Han-Dynastie                                                   |      |
| Yinzhou gu cheng 银州故城                                                         | 7-0450    | Kreis Hengshan (横山县) | Ruinen der alten Stadt Yinzhou aus der Zeit der Qin-, Han- und Tang-Dynastie                                     |      |
| Jianzhang gong yizhi 建章宫遗址                                                   | 7-0451    | Xi’an (西安市) | Ruinen des Jianzhang-Palastes aus der Zeit der Westlichen Han-Dynastie                                           |      |
| Huanqiu yizhi 圜丘遗址                                                            | 7-0452    | Xi’an (西安市), Stadtbezirk Yanta (雁塔区)                                                                                               | Huanqiu-Stätte aus der Zeit der Tang-Dynastie                                                                    |      |
| Tongguan gucheng 潼关故城                                                         | 7-0453    | Kreis Tongguan (潼关县) | Altstadt von Tongguan aus der Zeit der Tang- und Ming-Dynastie                                                   |      |
| Yaotou yao yizhi 尧头窑遗址                                                       | 7-0454    | Kreis Chengcheng (澄城县) | Yaotou-Brennofen                                                                                                 |      |
| Tiebiancheng yizhi 铁边城遗址                                                     | 7-0455    | Kreis Wuqi (吴起县) | Ruinen von Tiebiancheng aus der Zeit der Nördlichen Song-Dynastie                                                |      |
| Anren ciyao yizhi 安仁瓷窑遗址                                                    | 7-0456    | Kreis Xunyi (旬邑县), Großgemeinde Chengguan (城关镇), Dorf Anren (安仁村)                                                               | Paläolithische Stätte des Porzellan-Brennofens von Anren                                                         |      |
| Dailaicheng chengzhi 代来城城址                                                   | 7-0457    | Yulin (榆林市) | Ruinen von Dailaicheng aus der Zeit der Song-, Ming-, und Qing-Dynastie                                          |      |
| Dou huanghou ling 窦皇后陵                                                        | 7-0665    | Xi’an (西安市) | Grab der Kaiserin Dou aus der Zeit der Westlichen Han-Dynastie                                                   |      |
| Fengqiyuan xihan jiazu mudi 凤栖原西汉家族墓地                                    | 7-0666    | Xi’an (西安市) | Familiengrab Fenggiyuan aus der Zeit der Westlichen Han-Dynastie                                                 |      |
| Hanyunling 汉云陵                                                                 | 7-0667    | Kreis Chunhua (淳化县), Gemeinde Tiewang (铁王乡)                                                                                        | Hanyunling-Mausoleum aus der Zeit der Westlichen Han-Dynastie                                                    |      |
| Zoumaliang han muqun 走马梁汉墓群                                                 | 7-0668    | Yulin (榆林市) | Hanzeitliche Grabanlage Zoumaliang                                                                               |      |
| Bao taihouling 薄太后陵                                                           | 7-0669    | Xi’an (西安市) | Grab der Kaiserin Bao aus der Zeit der Han-Dynastie                                                              |      |
| Yangqiao pan handai chengzhi yu mudi 杨桥畔汉代城址与墓地                         | 7-0670    | Kreis Jingbian (靖边县) | Yangqiao pan handai – Ruinen und Gräber aus der Zeit der Han-Dynastie                                            |      |
| Shangluo ya muqun 商洛崖墓群                                                      | 7-0671    | Shangluo (商州市), Kreise Luonan (洛南县), Zhen'an (镇安县), Zhashui (柞水县), Danfeng (丹凤县), Shangnan (商南县), Shanyang (山阳县)    | Felsengräber von Shangluo aus der Zeit der Han- und Qing-Dynastie                                                |      |
| Yongyuanling 永垣陵                                                               | 7-0672    | Kreis Baishui (白水县), Großgemeinde Lingao (林皋镇), Dorf Zhaoyaocun (赵尧村)                                                           | Yongyuanling – Gräber aus der Zeit der Jin-Dynastie                                                              |      |
| Beizhouchengling 北周成陵                                                         | 7-0673    | Kreis Fuping (富平县), Gemeinde Gongli (宫里乡), Dorf Gongliqiao (宫里桥村)                                                              | Beizhouchengling – Gräber aus der Zeit der Südlichen und Nördlichen Dynastien                                    |      |
| Li zhongjun mu 李重俊墓                                                           | 7-0674    | Kreis Fuping (富平县), Gemeinde Gongli (宫里乡), Dorf Nanling (南陵村)                                                                   | Grab von Li Zhongjun aus der Zeit der Tang-Dynastie                                                              |      |
| Tanghuiling 唐惠陵                                                                | 7-0675    | Kreis Chengcheng (澄城县) | Tanghuiling – Grabanlagen aus der Zeit der Tang-Dynastie                                                         |      |
| Xingningling 兴宁陵                                                               | 7-0676    | Xianyang (咸阳市), Gemeinde Zhengyang (正阳乡), Dorf Houpai (后排村)                                                                     | Tangzeitliche Grabanlage Xingningling                                                                            |      |
| Yongkangling 永康陵                                                               | 7-0677    | Kreis Sanyuan (三原县) | Tangzeitliche Grabanlage Yongkangling                                                                            |      |
| Li maozhen mu 李茂贞墓                                                            | 7-0678    | Baoji (宝鸡市), Stadtbezirk Jintai (金台区), Gemeinde Lingyuan (陵园乡)                                                                  | Grab von Li Maozhen aus der Zeit der Fünf Dynastien und Zehn Reiche                                              |      |
| Lantian lü shi jiazu mudi 蓝田吕氏家族墓地                                        | 7-0679    | Kreis Lantian (蓝田县), Großgemeinde Sanli (三里镇), Dorf Wulitou (五里头村)                                                             | Familiengrabstätte Lantian Lu aus der Zeit der Nördlichen Song-Dynastie                                          |      |
| Ningqiang qiang ren mudi 宁强羌人墓地                                             | 7-0680    | Kreis Ningqiang (宁强县) | Grabstätte Ningqiang Qiang aus der Zeit der Qing- und Song-Dynastie                                              |      |
| Li shi jiazu mudi 李氏家族墓地                                                    | 7-0681    | Kreis Dali (大荔县) | Qingzeitliche Familiengrabstätte von Li Shi                                                                      |      |
| Fayuan si ta 法源寺塔                                                             | 7-1411    | Kreis Fuping (富平县), Großgemeinde Meiyuan (美原镇)                                                                                     | Fayuan-Pagode aus der Zeit der Tang-Dynastie                                                                     |      |
| Huiche sinan ta 慧彻寺南塔                                                        | 7-1412    | Kreis Pucheng (蒲城县) | Pagode des Huiche-Tempels aus der Zeit der Tang-Dynastie                                                         |      |
| Jingguang si ta 净光寺塔                                                          | 7-1413    | Kreis Mei (眉县) | Jingguang-Pagode aus der Zeit der Tang-Dynastie                                                                  |      |
| Kaiyuan si ta 开元寺塔                                                            | 7-1414    | Kreis Fu (富县) | Kaiyuan-Pagode aus der Zeit der Tang-Dynastie                                                                    |      |
| Luoshan si ta 罗山寺塔                                                            | 7-1415    | Kreis Heyang (合阳县), Großgemeinde Hejiazhuang (和家庄镇)                                                                               | Luoshan-Pagode aus der Zeit der Tang-Dynastie                                                                    |      |
| Qingfan si ta 清梵寺塔                                                            | 7-1416    | Xingping (兴平市) | Qingfan-Pagode aus der Zeit der Tang-Dynastie                                                                    |      |
| Baoben si ta 报本寺塔                                                             | 7-1417    | Kreis Wugong (武功县) | Baoben-Pagode aus der Zeit der Song-Dynastie                                                                     |      |
| Baishan si ta 柏山寺塔                                                            | 7-1418    | Kreis Fu (富县) | Baishan-Pagode aus der Zeit der Song-Dynastie                                                                    |      |
| Chongshou si ta 崇寿寺塔                                                          | 7-1419    | Kreis Pucheng (蒲城县) | Chongshou-Pagode aus der Zeit der Song-Dynastie                                                                  |      |
| Zhongxing si ta 重兴寺塔                                                          | 7-1420    | Tongchuan (铜川市), Stadtbezirk Yintai (印台区)                                                                                          | Zhongxing-Pagode aus der Zeit der Song-Dynastie                                                                  |      |
| Daxiang si ta 大象寺塔                                                            | 7-1421    | Kreis Heyang (合阳县) | Daxiang-Pagode aus der Zeit der Song-Dynastie                                                                    |      |
| Fuyan yuan ta 福严院塔                                                            | 7-1422    | Kreis Fu (富县), Gemeinde Daode (道德乡), Dorf Dong (东村)                                                                               | Fuyan-Pagode aus der Zeit der Song-Dynastie                                                                      |      |
| Jingde ta 敬德塔                                                                  | 7-1423    | Kreis Hu (户县) | Jingde-Pagode aus der Zeit der Song-Dynastie                                                                     |      |
| Wanfeng ta 万凤塔                                                                 | 7-1424    | Kreis Luochuan (洛川县), Großgemeinde Tuji (土基镇), Dorf Fucheng (鄜城村)                                                               | Wanfeng-Pagode aus der Zeit der Song-Dynastie                                                                    |      |
| Yanchang si ta 延昌寺塔                                                           | 7-1425    | Tongchuan (铜川市), Stadtbezirk Yaozhou (耀州区)                                                                                         | Yanchang-Pagode aus der Zeit der Song-Dynastie                                                                   |      |
| Hanzhong dong ta 汉中东塔                                                         | 7-1426    | Hanzhong (汉中市) | Östliche Pagode von Hanzhong, aus der Zeit der Südlichen Song-Dynastie                                           |      |
| Hancheng jiulang miao 韩城九郎庙                                                  | 7-1427    | Hancheng (韩城市) | Jiulang-Tempel von Hancheng, aus der Zeit der Yuan-Dynastie                                                      |      |
| Hongmen si ta 鸿门寺塔                                                            | 7-1428    | Kreis Hengshan (横山县), Großgemeinde Tawan (塔湾镇)                                                                                     | Hongmen-Pagode aus der Zeit der Yuan-Dynastie                                                                    |      |
| Liangma sijue huang dian 良马寺觉皇殿                                             | 7-1429    | Kreis Yang (洋县), Großgemeinde Xiecun (谢村镇), Dorf Sihong (四红村)                                                                    | Kaiserlicher Palast Liangmasijue aus der Zeit der Yuan-Dynastie                                                  |      |
| Qingshan si dafu dian 庆善寺大佛殿                                                | 7-1430    | Hancheng (韩城市), Straßenviertel Jincheng (金城街道)                                                                                    | Großer Buddha im Qingshan-Tempel, aus der Zeit der Yuan-Dynastie                                                 |      |
| Zi yun guan sanqing dian 紫云观三清殿                                             | 7-1431    | Hancheng (韩城市) | Sanqing-Halle zur Betrachtung der violetten Wolken, aus der Zeit der Yuan-Dynastie                               |      |
| Zhiguo si 智果寺                                                                  | 7-1432    | Kreis Yang (洋县), Großgemeinde Xiecun (谢村镇), Dorf Zhiguo (智果村)                                                                    | Zhigou-Tempel aus der Zeit der Yuan-, Ming- und Qing-Dynastie                                                    |      |
| Heyang wenmiao 合阳文庙                                                           | 7-1433    | Kreis Heyang (合阳县) | Heyang-Tempel aus der Zeit der Ming-Dynastie                                                                     |      |
| Huizhao si ta 慧照寺塔                                                            | 7-1434    | Weinan (渭南市), Stadtbezirk Linwei (临渭区), Großgemeinde Xiagui (下邽镇)                                                               | Pagode des Huizhao-Tempels aus der Zeit der Ming-Dynastie                                                        |      |
| Qixing miao 七星庙                                                                | 7-1435    | Kreis Fugu (府谷县) | Qixing-Tempel aus der Zeit der Ming-Dynastie                                                                     |      |
| Wugong chenghuang miao 武功城隍庙                                                 | 7-1436    | Kreis Wugong (武功县) | Chenghuang-Tempel von Wugong aus der Zeit der Ming-Dynastie                                                      |      |
| Beidu tieta 北杜铁塔                                                              | 7-1437    | Xianyang (咸阳市), Großgemeinde Beidu (北杜镇)                                                                                           | Nördliche Eisen-Pagode aus der Zeit der Ming-Dynastie                                                            |      |
| Daxue xixiang qingzhensi 大学习巷清真寺                                           | 7-1438    | Xi’an (西安市) | Daxue-Xixiang-Moschee aus der Zeit der Ming- und Qing-Dynastie                                                   |      |
| Jintai guan 金台观                                                                | 7-1439    | Baoji (宝鸡市), Stadtbezirk Jintai (金台区), Straßenviertel Zhongshandonglu (中山东路街道)                                               | Jintai-Tempel aus der Zeit der Ming- und Qing-Dynastie                                                           |      |
| Mianxian wu hou ci 勉县武侯祠                                                     | 7-1440    | Kreis Mian (勉县) | Tempel des Markgrafen Wu im Kreis Mian, aus der Zeit der Ming-Dynastie bis zur Republik                          |      |
| Luobanghui guan 骡帮会馆                                                          | 7-1441    | Kreis Shanyang (山阳县), Großgemeinde Manchuanguan (漫川关镇)                                                                            | Luobanghui-Halle, aus der Zeit der Qing-Dynastie                                                                 |      |
| Qiao shang qiao 桥上桥                                                            | 7-1442    | Kreis Hua (华县), Großgemeinde Chishui (赤水镇)                                                                                          | Qiaoshangqiao-Brücken aus der Zeit der Qing-Dynastie                                                             |      |
| Wafangdian huiguan qun 瓦房店会馆群                                               | 7-1443    | Kreis Ziyang (紫阳县) | Wafangdian-Hallengruppe aus der Zeit der Qing-Dynastie                                                           |      |
| Yuxiu qiao 毓秀桥                                                                 | 7-1444    | Hancheng (韩城市) | Yuxiu-Brücke aus der Zeit der Qing-Dynastie                                                                      |      |
| Suide dangshi zhuangyuan 绥德党氏庄园                                             | 7-1445    | Kreis Suide (绥德县) Gemeinde Baijiajian (白家碱乡)                                                                                      | Dangshi-Haus in Suide aus der Zeit der Ming-Dynastie bis zur Republik                                            |      |
| Yijun shiku qun 宜君石窟群                                                        | 7-1598    | Kreis Yijun (宜君县) | Höhlentempel in den Grotten von Yijun, aus der Zeit der Südlichen und Nördlichen Dynastien bis zur Tang-Dynastie |      |
| Qingliangshan wanfudongshiku ji liulita 清凉山万佛洞石窟及琉璃塔                  | 7-1599    | Yan’an (延安市), Stadtbezirk Baota (宝塔区)                                                                                              | Zehntausend-Buddha-Höhle und Geflieste Pagode vom Qingliangshan aus der Zeit der Song-, Yuan-, Ming-Dynastie     |      |
| Qingmuchuan lao jie jianzhuqun 青木川老街建筑群                                   | 7-1914    | Kreis Ningqiang (宁强县), Großgemeinde Qingmuchuan (青木川镇)                                                                            | Alter Gebäudekomplex von Qingmuchan aus der Zeit der Qing-Dynastie                                               |      |
| Qingmuchuan wei shi zhuangyuan 青木川魏氏庄园                                     | 7-1915    | Kreis Ningqiang (宁强县), Großgemeinde Qingmuchuan (青木川镇)                                                                            | Gutshaus Wei von Qingmuchuan, 1927–1934                                                                          |      |
| Shanganbian zhaojin geming genjudi jiuzhi 陕甘边照金革命根据地旧址                | 7-1916    | Tongchuan (铜川市), Stadtbezirk Yaozhou (耀州区), Großgemeinde Zhaojin (照金镇)                                                          | Ehemaliges Revolutionäres Hauptquartier an der Shaanxi-Gansu-Grenze in Zhaojin aus dem Jahr 1932                 |      |
| Yang hucheng jiuju 杨虎城旧居                                                     | 7-1917    | Kreis Pucheng (蒲城县) | Altes Wohnhaus von Yang Hucheng aus dem Jahr 1934                                                                |      |
| An wubao zhan shi qingnian xunlian ban geming jiuzhi 安吴堡战时青年训练班革命旧址 | 7-1918    | Kreis Jingyang (泾阳县) | Ehemalige Revolutionäre Jugendschule in Wubu zur Zeit des Krieges, von 1936 bis 1940                             |      |
| Hongdao shuyuan 宏道书院                                                          | 7-1919    | Kreis Sanyuan (三原县) | Hongdao-Akademie, aus dem Jahr 1938                                                                              |      |